# AH-64 Apache
AH-64 „Апачи“ (AH-64 Apache) е американски боен вертолет, разработен от компанията Хюз Хеликоптърс (Hughes Helicopters) в началото на 1970-те г., днес основен боен вертолет на американската армия.

## Създаване
След прекратяването на скъпоструващата програма по разработката на AH-56 Cheyenne, на 15 ноември 1972 г. американската армия издава програмата AAH (Advanced Attack Helicopter) и обявява конкурс по нея за създаването на нов боен (основно противотанков) хеликоптер, който да замени AH-1 Cobra. Според програмата новата машина трябва да оперира на пределно малки и свръхмалки височини, прикривайки се в релефа на местността. Особено високи са изискванията към живучестта – корпусът и винтовете трябва да издържат на попадения на 12.7-мм куршум, а носещият винт да запазва работоспособността си в продължение на 30 минути след попадение на 30-мм снаряд. Не на последно място новият хеликоптер трябва да унищожава противниковите танкове (за борба с които основно се създава) от голяма дистанция, където ще бъде извън зоната на огнево въздействие на повечето мобилни следства за ПВО.
В програмата участват пет фирми: Бел Хеликоптер (Bell Helicopter), Боинг Вертол (Boeing Vertol) заедно с Груман (Grumman), Хюз, Локхийд (Lockheed) и Сикорски Еъркрафт (Sikorsky Aircraft). В началото на 1973 г. са одобрени два от проектите – Модел 409 на фирмата Бел, който е обозначен като YAH-63 и Модел 77 на Хюз, обозначен като YAH-64. Конкурсът се провежда на две фази – през първата трябва да бъдат построени двата прототипа и планери за наземни изпитания, а при втората да се проведат сравнителни изпитания между конкурентите.
Първият полет на летящия прототип YAH-64 AV-02 е на 30 септември 1975 г., а след година, на 10 декември 1976 г., армията на САЩ го обявява за победител в конкурса. Вертолетът получава експлоатационното обозначение АН-64 (АН – Attack Helicopter – у̀дарен, щурмови хеликоптер) и му е дадено името Апачи, съгласно традицията машините от армейската авиация да носят имена на индиански племена. Официално изпитанията завършват на 12 ноември 1981 г., като в процеса им е загубена само една машина и то в резултат на сблъсък между нея и придружаващия самолет T-28 Trojan. Серийното производство започва в средата на 1983 г., а първият сериен „Апач“ е предаден на армията на 30 ноември същата година.
През 1984 г. фирмата Hughes Helicopters е закупена от Макдонъл Дъглас (McDonnell Douglas) и пълното име на вертолета става McDonnell Douglas AH-64 Apache, а през 1998 г., след поглъщането на Макдонъл Дъглас от Боинг, става Boeing AH-64 Apache.

## Конструкция
АН-64 няма аеродинамична конструкция. Аеродинамиката на машината е пожертвана в полза на намаляването на откриваемостта и повишаването на живучестта ѝ. Спецификата на основните изпълнявани задачи – патрулиране с ниска скорост и в режим на висене на свръхмалка височина непосредствено зад фронтовата линия и обстрел на откритите цели от пределна дистанция, – също позволяват това конструктивно решение. Винтовете (носещият и опашният) са четирилопатни, което повишава сигурността и намалява шума, респективно откриването му нощно време. Носещия винт издържа на прострелване с 23-мм снаряд. Двуместната кабина е с плоско остъкление, за да се намалят отблясъците от слънцето, демаскиращи машината – плоското стъкло дава отблясък само в една посока, докато изпъкналото – във всички. Взети са мерки и за намаляването на инфрачервеното (топлинното) излъчване чрез използването на специални бои и монтирането на специални устройства на изходните тръби на двигателите, които размиват излизащите от там горещи газове. Колесникът е триопорен, неприбираем и издържа удар в земята с вертикална скорост 48 км/ч.

## Силова установка
Тя се състои от два газотурбинни двигателя General Electric T700-GE-701 с мощност 1265 kW (1695 к. с.). От 1990 г. след 604-тия произведен Апачи, те са заменени с модернизираните GE-701C с максимална мощност 1409 kW, която за кратко може да бъде повишавана до 1447 kW. Горивото на борда се съхранява в два резервоара с обща вместимост 1421 l, а след 1994 г. машините получават възможност да носят и по 4 допълнителни резервоара с вместимост 871 l всеки.

## Електронно оборудване
Основният елемент от електронното оборудване (авиониката) на вертолета е прицелно-навигационният комплекс TADS/PNVS (Target Acquisition and Designation System/Pilot Night Vision System – прицел за захват и целеуказание/сензор за нощно виждане на пилота). Двете системи (TADS и PNVS) са напълно независими една от друга. Комплексът е монтиран в носовата част на машината в подвижен блок. Системата за нощно виждане има поле на обзор 30 х 40° и се завърта на 90° в хоризонталната плоскост и + 20°, – 45° във вертикалната. Данните от нея се проектират на дисплей на контролното табло и на нашлемния визьор на пилота. Системата за целеуказание TADS е разположена под PNVS и има два блока – дневен и нощен. Дневният има ТВ-камера със 127-кратна увеличителна способност и лазерен целеуказател; нощният – система за нощно виждане с трикратно увеличение. Визирната глава на системата TADS се завърта на 120° по хоризонтал и + 30°, – 60° по вертикал. С нея оперира основно стрелецът в екипажа.
Вертолетът е съоръжен и с автоматична система за стабилизиране на полета; доплерова навигационна система AN-128, позволяваща полет със следване релефа на местността; системи за РЕП и опознаване „свой-чужд“. Разполага със система за самозащита APR-39, която предупреждава за радиолокационно облъчване и осигурява автоматичното изстрелване на радиолокационни и инфрачервени капани, както и активиране на вградените смутители, работещи в същите диапазони.

## Въоръжение
Вграденото оръжие на хеликоптера се състои от едно 30-мм авиационно оръдие М230 Чейн Гън (M230 Chain Gun) с боекомплект от 1190 снаряда, разработено специално за АН-64. Оръдието има променлива скорострелност в границите 1 – 650 изстрела в минута, което е възможно благодарение на това, че механизмите му се задвижват от електромотор чрез верижна предавка, имаща променливо предавателно число. То е монтирано под кабината на подвижен лафет, което му позволява развъртане на +/-110° по хоризонтала и +11°/-60° по вертикала, като завъртането може да става синхронно с главата на пилота и визирната глава на системата за нощно виждане.
За площадно поразяване вертолетът е въоръжен със 70-мм неуправляеми ракети (НУР) Hydra 70, разположени в 19-зарядни блокове.
АН-64 е създаден главно като противотанков хеликоптер и затова основното му въоръжение е противотанковата ракета AGM-114 Hellfire. Ракетата е с лазерно насочване и далекобойност до 6 км, като главата ѝ за самонасочване се насочва по лазерно петно, поставено върху целта от целеуказателната система на вертолета-носител, друг въздушен насочвач (обикновено това е вертолет OH-58D Kiowa Warrior) или наземен насочвач. Ракетите се монтират в пускови установки за по четири ракети, като АН-64 може да носи максимално 4 такива установки (16 ракети) наведнъж.
Стандартният вариант на въоръжение е 2 блока с НУР Hydra 70 и две пускови установки (8 ракети) за AGM-114 Hellfire. При огневото въздействие върху целите стрелбата с противотанковите ракети се води от пилота, а стрелецът води огън с оръдието и неуправляемите ракети, но ако се наложи може да поеме функциите на пилота.

## На въоръжение
Първите АН-64А са изпратени в учебните подразделения във форт Остис и форт Рикър, а първата бойна част, въоръжена с новите машини (през април 1986 г.), е 7-и батальон от 176-а кавалерийска бригада във форт Худ. След 7-и батальон, АН-64А получават 1-ви и 2-ри батальон от 6-и кавалерийски полк, които са и първите подразделения с новия вертолет, прехвърлени в Европа. До края на 1980-те в Европа са прехвърлени общо 8 батальона със 160 машини, които трябва да бъдат в първата линия на защита срещу евентуална атака на Варшавския договор, разполагащ с десетки хиляди танкове.

## Модификации. Развитие на вертолета
АН-64А – Базов вариант на машината.
АН-64В – Във връзка с експлоатацията в операция Пустинна буря, където наяве излизат някои недостатъци на вертолета, е предприета модернизационна програма, предвиждаща 254 машини да бъдат модернизирани до вариант АН-64В. Модернизацията включва замяната на лопатите на винтовете с нови, монтирането на по-съвършени радио- и навигационни системи и GPS-система. За целта са отпуснати 82 милиона долара, но програмата е прекратена през 1992 г.
АН-64С – Следващ опит за модернизация, който е изоставен, тъй като е решено машините да бъдат модернизирани до вариант AH-64D.
AH-64D Longbow Apache – При експлоатацията на „Апачи“ в Латинска Америка и Европа се оказва, че прицелно-навигационната система губи качествата си при повишена влажност и мъгла; опитът от бойното използване в Персийския залив през 1991 г. показва същия проблем, когато големите облаци прах и димните завеси, поставяни от иракчаните, сриват захвата ѝ. Освен това се оказва, че инфрачервената система за нощно виждане има ниска ефективност при полет над нискоконтрастен терен като студената нощна пустиня, което силно намалява видимостта и ориентацията и довежда до грешки при опознаването, и заради което са обстрелвани приятелски цели (подобен проблем се появява и в условията на студения европейски климат, занижаващ температурния контраст на терена).
За премахването на тези недостатъци е конструиран новия прицелно-обзорен радар AN/APG-78 Longbow (Лонгбоу – дълъг лък), работещ в милиметровия диапазон и монтиран върху втулката на носещия винт на машината. Той е с работна честота 35 GHz, не се влияе от метеорологичните условия и може бързо да сканира площ от 50 км2, откривайки върху нея до 1024 цели; разпознава и изобразява на прицелния дисплей 126 от тях, като 16 може да опознае подробно и да изработи данни за стрелба по тях Радарът може да работи и в режим на откриване на въздушни цели и да управлява стрелбата по тях с ракети въздух-въздух AIM-92 Stinger или със специално разработените за новия Апачи противотанкови ракети AGM-114L Longbow Hellfire с активна радиолокационна глава за самонасочване.
Освен новия радар в АН-64D е модернизирана голяма част от електронното оборудване, а двигателите са сменени с по-мощните GE-701C. Машините модернизирани до стандарта АН-64D получават името „Longbow Apache“ и визуално се отличават от другите най-вече по обтекателя на радара, поставен върху втулката на носещия винт.
Sea Apache – В периода 1984 – 1987 г. се разработва версия на машината за морската пехота и флота (Sea Apache – „Морски Апачи“). Разработени са много версии, с различни варианти на електронното оборудване и въоръжението (включително и с противокорабни ракети AGM-84 Harpoon и Penguin за флота), но програмата не получава развитие и морската пехота продължава да използва AH-1 Super Cobra.

## Спецификации (AH-64A/D)
Основни характеристики
- Екипаж: 2 души (пилот и стрелец)
- Дължина: 17,73 m
- Височина: 3,87 m
- Тегло празен: 5165 kg
- Тегло зареден: 8006 kg
- Максимално тегло за излитане: 10 433 kg
- Задвижване: 2 × General Electric T700-GE-701 газотурбинни двигатели, 1260 kW всеки

Експлоатационни качества
- Максимална скорост: 293 km/h
- Крайцерска скорост: 265 km/h
- Максимален обсег: 480 km
- Таван на изкачване: 6100 m

Въоръжение
- Оръдия: 1 × 30 mm M230
- Ракети въздух-земя: 4 × 4 × AGM-114
- Неуправляеми авиационни ракети: 4 × 19 × 70-mm Hydra 70

## Оператори
Великобритания
- Великобритания поръчва 67 машини. Първите осем са построени в САЩ, след което Великобритания произвежда останалите 59 по лиценз. Британският производител е Westland Helicopters, а машините носят обозначението Apache AH Mk1.

 Гърция
- Гръцката армия разполага с 20 АН-64А и 8 АН-64D; през 2009 г. са поръчани още 4 машини от D-варианта.[4]

 Египет
- Египет получава 36 АН-64А през 1995, които са модернизирани до АН-64D. Към януари 2009 в оперативна готовност са 35 машини АН-64D.[4]

 Израел
- Израелската армия разполага с 37 AH-64A и 11 AH-64D. В Израел хеликоптерът носи името AH-64 „Peten“ (Кобра).

 Кувейт
- Кувейт получава през 2004 г. 16 AH-64D.

 Обединени арабски емирства
- 12 AH-64A и 14 AH-64D към януари 2009 г.

 Нидерландия
- Поръчани 30 AH-64D през 2005; 29 AH-64D в оперативна готовност към 2009.

 Саудитска Арабия
- 12 AH-64A към януари 2009.

 Сингапур
- 20 AH-64D към януари 2009.

 САЩ
- 741 AH-64 (241 AH-64A и 500 AH-64D) към януари 2009.

 Тайван
- Тайван поръчва през 2008 г. 30 AH-64D Block III, с двигатели GE T700-401D.[5][6]

 Япония
- Това е план за въвеждане на 62 AH-64DJP през 2005 година. Тя е била планирана за производство на част от въведението на въздухоплавателни средства в Fuji Heavy Industries.　Но има проблеми, като например увеличаване на цените, ние намалихме броя на запознаване с 13.

## Бойно използване
АН-64 Апачи участват във всички по-големи операции на американската армия. Бойният дебют е на 20 декември 1989 г., когато съвместно с други хеликоптери осигуряват десанта на рейнджърите от 82-ра въздушно-десантна дивизия (82nd Airborne Division) и пехотата от 7-а лека пехотна дивизия при стартирането на операция Справедлива кауза в Панама.
На 17 януари 1991 г., в 02:37 ч., т. нар. отряд „Нормандия“, състоящ се от две четворки АН-64А, дава първите изстрели на операция Пустинна буря, унищожавайки предни иракски радарни постове, като осигуряват по този начин коридор за влитането на съюзническите самолети. По време на операцията, в която са задействани 227 машини, бойният нальот на АН-64 е над 18 000 часа, изстреляни са 2876 ракети „Хелфайър“ и са унищожени около 800 бронирани цели, над 500 камиона, 60 бункера и РЛС, 14 вертолета и 10 самолета на земята, голям брой артилерийски единици от различен тип. В бойни условия е загубен само един хеликоптер, свален с РПГ-7.